# Fredrich Christian Holberg Arentz

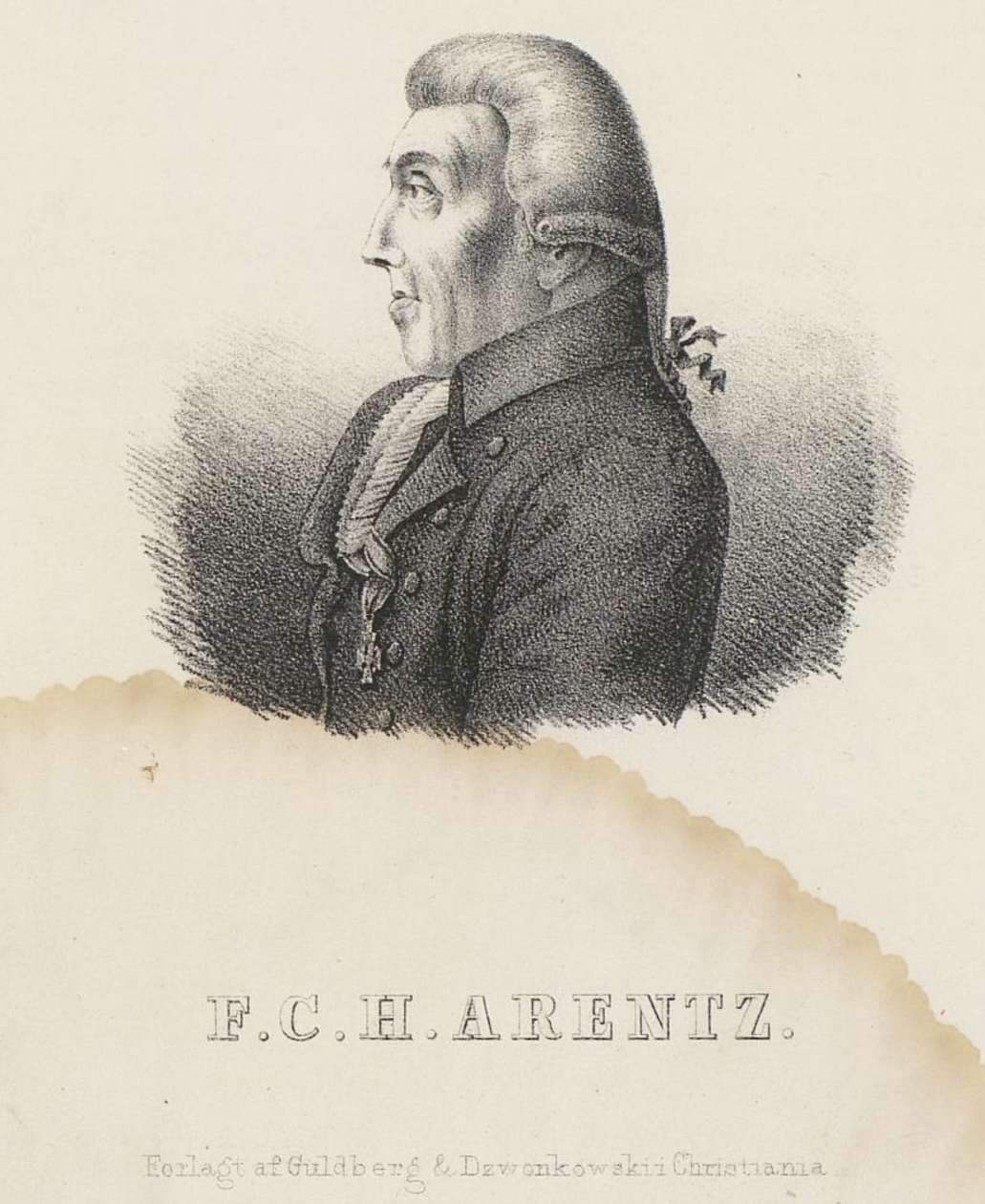
Lithograph of Fredrich Christian Holberg Arentz.

Fredrich Christian Holberg Arentz, född 28 september 1736, död 31 december 1825, var en norsk pedagog och polyhistor.
Arentz blev 1760 lektor och sedermera rektor vid Bergens katedralskola. Arentz var den förste i Norge som gjorde regelbundna och systematiska nederbördsmätningar, och hade mycket tidigt öga för de problem, som knyts till den moderna matematiken. Han ägde omfattande kunskaper i filologi, teologi, filosofi, fysik, ren och använd matematik, och det sades om honom, att han kunde ha varit professor i nästan alla fack vid vilken högskola som helst.